# 原始諾斯語
原始諾斯語（Proto-Norse，亦稱為Primitive Norse、Proto-Nordic「原始北歐語」、Ancient Nordic「古代北歐語」、Old Scandinavian「古斯堪地納維亞語」、Proto-North Germanic「原始北日耳曼語」）是印歐語系的一個分支，通行於斯堪地納維亞，被認為是從紀元前的原始日耳曼語發展而來。原始諾爾斯語是一個典型北日耳曼語支最早的階段，也是斯堪地納維亞最古老的古弗薩克文刻文上所記載的語言，大約通行於2至8世紀（相當於羅馬鐵器時代晚期和日耳曼鐵器時代早期）。它在維京時期開始時發展成古諾斯語方言，后来演变为现代北日耳曼语支各语言（法罗语、冰岛语、大陆斯堪的纳维亚语及其方言）。

## 音系
原始诺斯语音系相较于原始日耳曼语没有太大变化。一些音素的实现可能随时间发生改变，不过总体的音系及其分布基本没有改变。

### 辅音
|      | 唇音  | 齿间音 | 齿龈音 | 齿龈音 | 硬腭音 | 软腭音 | 唇软腭音 |
| ---- | ----- | ------ | ------ | ------ | ------ | ------ | -------- |
| 鼻音 | m     |        | n      | n      |        | (ŋ)    | (ŋʷ)     |
| 塞音 | p b   | t d    |        |        |        | k ɡ    | kʷ ɡʷ    |
| 擦音 | ɸ (β) | θ (ð)  | s      | z      |        | h (ɣ)  | hʷ       |
| 颤音 |       |        | r      | z      |        |        |          |
| 近音 |       |        |        |        | j      |        | w        |
| 边音 |       |        | l      | l      |        |        |          |

1. /n/被后接软腭音同化为[ŋ]，可能被后接唇软腭音同化为[ŋʷ]。
2. 原始日耳曼语的/x/不再是软腭音，变为/h/，最终在词首消失。
3. [β]、[ð]、[ɣ]是/b/、/d/、/ɡ/的同位异音，主要出现在词中。词尾的[b]、[d]、[ɡ]清化，与清音合流。
4. 音素/z/在如尼文中写作转写为ʀ的音（注意与其他语言中的/ʀ/不同），其具体实现不明。其在原始日耳曼语中是简单齿龈咝音（如哥特语），但经历了R化，到如尼时代末期与/r/合流，则可能是类似[ʒ]或[ʐ]的音，在晚期有颤音化倾向。9世纪古东诺斯语如尼文铭文中，此音仍用独立的字母书写。

### 元音
从原始日耳曼语来看，元音系统的变化比辅音系统大。更早的/ɛː/低化为/ɑː/，非重读的/ɑi/、/ɑu/单化为/eː/、/ɔː/。词尾元音的缩短限制了原始日耳曼语的超长元音。
|        | 前元音 | 前元音 | 后元音 | 后元音 |
| 短     | 长     | 短     | 长     |        |
| ------ | ------ | ------ | ------ | ------ |
| 闭元音 | i      | iː     | u      | uː     |
| 中元音 | e      | eː     | o      | ɔː     |
| 开元音 |        |        | ɑ      | ɑː     |

|        | 前元音 | 前元音 | 后元音 | 后元音 |
| 短     | 长     | 短     | 长     |        |
| ------ | ------ | ------ | ------ | ------ |
| 闭元音 | ĩ？    | ĩː     | ũ？    | ũː     |
| 中元音 |        |        | ɔ̃      | ɔ̃ː     |
| 开元音 |        |        | ɑ̃？    | ɑ̃ː     |

1. /o/从/u/经过a突变变来，也在词尾作为原始日耳曼语/ɔː/缩短的结果。
2. 长鼻化元音/ɑ̃ː/、/ĩː/、/ũː/只出现在/h/前，见于12世纪《第一语法专著》，并保留在现代艾尔夫达伦语中。
3. 其他鼻化元音仅见于词尾，不过并不清楚它们有没有与口元音合流。/o/、/ɔ̃/则有对立，前者变为/u/（引发u突变），后者变为/ɑ/。
4. 后元音接/i/、/j/时可能有央或前的同位异音，这是i突变的结果：
  - /ɑ/ > [æ], /ɑː/ > [æː]
  - /u/ > [ʉ], /uː/ > [ʉː]（之后/y/、/yː/）
  - /ɔː/ > [ɞː]（之后[œː]或[øː]）
  - /o/本不会出现在/i/、/j/前，后来由类推出现（可见于加勒胡斯金角）。了，其同位异音可能是[ɵ]>[ø]。
5. 到原始诺斯语时代末，重读的/e/发生裂化，变为降双元音/jɑ/。
6. 同样到原始诺斯语时代末，u突变的结果逐渐显现，产生了展唇元音的圆唇同位异音。

### 重音
古诺斯语的音高重音落在第一个音节上，与其祖先原始日耳曼语相同。有人认为原始诺斯语有独立的高低重音，继承自原始印欧语，演化为现代瑞典语、挪威语的声调，且产生现代丹麦语的stød现象。另一个理论认为，原始诺斯语长音节和对应的短音节获得标记为音高的重音，最终产生了瑞典语和挪威语的声调分布。很多语言学家认为，声调对立的雏形至少要到古诺斯语时才产生。

## 语料

### 如尼铭文

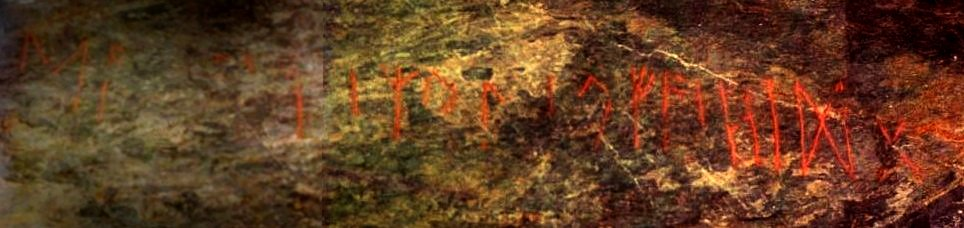
Einang铭文（约400）的合成照片

现存原始诺斯语铭文都是古弗萨克文写的如尼铭文。约有260块现存古弗萨克文铭文，最早的可追溯到2世纪。

### 借词
芬兰语支保留了一些早期日耳曼语借词，且变化相对较小。其中有些可能来自原始日耳曼语甚至更早，也有一些反映了诺斯语的创新，例如（附原始诺斯语形式）：
- 爱沙尼亚语、芬兰语“芝士” < *（古诺斯语）
- 爱沙尼亚语/芬兰语 < *“王”（古诺斯语）
- 爱沙尼亚语/芬兰语“绵羊”< *“绵羊”（古诺斯语）
- 芬兰语“虔诚”< *“谨慎、机智”（古诺斯语）
- 芬兰语“王子”< *“领主”（古诺斯语）
- 芬兰语“诗歌、符咒”< *“秘密、神秘、符咒”（古诺斯语）
- 芬兰语“病”< *“酸痛”（古诺斯语）
- 芬兰语“衣服”< *（古诺斯语）
- 芬兰语“智慧”< *（古诺斯语）

萨米语支中存在非常广泛的原始诺斯语借词层。

### 其他
拉丁语文献中有些原始诺斯语专名，如Suiones（*，斯韦阿人）之类部落名，还有《贝奥武夫》等手稿中的专名。

## 演变

### 原始日耳曼语到原始诺斯语
有文献的原始诺斯语与无文献的原始日耳曼语的差距很小。传统上将原始诺斯语从西北日耳曼语中分离出来，因为其余日耳曼语区（德国北部与荷兰）缺乏文献，无法进行充分的比较。斯堪的纳维亚铭文被认为是原始诺斯语。有人对此持不同意见。Wolfgang von Krause认为，原始诺斯语时的如尼铭文用语是古诺斯语的直系祖先，但Elmer Antonsen则认为它们属于西北日耳曼语。
西日耳曼语方言的一个共同早期创新是非重读双元音的单化。非重读的变为，如原始日耳曼语>（Kragehul I），非重读的对称地变为。此外，原始日耳曼语重读的低化为，比较哥德语、古诺斯语（“月”，英语moon）。于是原始诺斯语不同于早期西日耳曼语方言，因为西日耳曼语的低化为不以重音为条件；古诺斯语中，早先非重读的实现为。例如，弱第三人称单数过去时后缀在古高地德语中变为，元音较低，而古诺斯语中则是高元音。
是浊舌尖齿龈擦音，在如尼铭文中以ᛉ表示，其变为舌尖龈后近音的时间存在争议。在词尾位置辅音清化的规则下，会被清化为[s]、并在铭文中拼写为s。但在古弗萨克文种却没有这种痕迹，因此这辅音的音值只能是在清化之前就变了，否则就不会用不同于ᛊ（s）的字母来表示。可以猜测这辅音的音值在[z]与[r]之间，是此音在古诺斯语中的反映。古瑞典语中，r与ʀ的对立一致维持到11世纪，这可从当时瑞典的大量铭文中看到。

### 原始诺斯语到古诺斯语
500年到800年原始诺斯语发生了两个大变化。Umlaut使得元音受到后接（半）元音影响：古诺斯语（“客”）来自原始诺斯语。其次，是元音裂化：*>*或>。
Umlaut产生了新元音（如*>）和（如*>）。umlaut分3类：a-umlaut、i-umlaut、u-umlaut，最后一种在古诺斯语仍能产。第一种出现得很早，大约在公元500年左右发生，可见于加勒胡斯金角。元音造成的变化本身没有对语言造成很大影响，只是使得接某些元音时产生新的后元音同位异音。后来词中音消失使得umlaut元音变为词法、音系中的主要特征，将异音音素化。
词中音消失缩短了非重读音节的常元音，很多缩短的元音消失了。另外，大多数非重读短元音也消失了。第一个音节重读的词如原始诺斯语*变为古诺斯语（大锅）、PN>ON（角）、PN>ON（客）。有些词发生了更大的变化，如*>ON （鹰）。

## 阅读更多
- Michael Schulte: Urnordisch. Eine Einführung (2018). Praesens Verlag, Wien. ISBN 978-3706909518.